# القوات الجوية لجيش التحرير الشعبي الصيني
القوات الجوية لجيش التحرير الشعبي هي فرع القوات الجوية في جيش التحرير الشعبي الصيني. تضم حالياً حوالي 250.000 فرد و2.300 طائرة، وبذلك تكون أكبر قوات جوية في قارة آسيا، وثالث أكبر قوات جوية في العالم بعد كل من القوات الجوية الروسية والقوات الجوية الأمريكية.

## شعار

شعار القوات الجوية لجيش التحرير الشعبي

شعار القوات الجوية الصينية مشابه لشعار القوات الجوية الأمريكية، نجمة حمراء على شريط أحمر، تحمل النجمة الحمراء أحرف صينية للرقمين ثمانية وواحد، تشير هذه الأحرف إلى 1 أغسطس 1927، تاريخ إنشاء جيش التحرير الشعبي.

## لمحة تاريخية

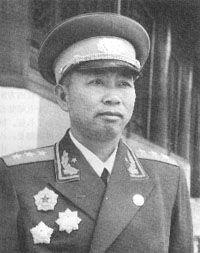
ليو يالو

في 11 يوليو من عام 1949 تم إستدعاء القائد العسكري ليو يالو لقيادة القوات الجوية الصينية، وذلك للمثول أمام اللجنة العسكرية المركزية، وعلى إثر هذا الإستدعاء، عينته اللجنة كأول قائد للقوات الجوية الصينية بعد أن نال ترشح الرئيس ماو تسي تونغ لشغل هذا المنصب.

وطالبته اللجنة باقتراح مرشحي الكوادر الرئيسيين وبرنامج تشكيل جهاز القوات الجوية. 

أما حديثاً فقد شهد جيش التحرير الشعبي الصيني سلسلة من التغييرات التاريخية في تنظيمه وهيكله منذ عام 2015، وطالت هذه التغيرات قواته الجوية كغيرها من القوات. وقد تعهدت قيادات القوات الجوية لجيش التحرير الشعبي الصيني انها سوف تعزز التدريبات القتالية وتكافح من أجل أن تصبح قوة ذات قدرات جوية وفضائية متكاملة ومؤهلة لأداء كل من المهام الهجومية والدفاعية.

وكانت الصين قد تعهدت بإحراز تقدم في إعادة تشكيل قيادة الجيش ونظام الإدارة فضلا عن نظام قيادة المعارك المشتركة بحلول عام 2020.

## أسلحة القوات الجوية التابعة لجيش التحرير الشعبي الصيني
في 19 إبريل 2017 إلتقى الرئيس الصيني شي جين بينج - والذي يشغل أيضا منصب الأمين العام للجنة المركزية للحزب الشيوعي الصيني ورئيس اللجنة العسكرية المركزية- مع قادة 84 فيلق ممن أعيد تنظيمها أو تلك التي أُنشئت حديثا وأصدر بعض التعليمات لهم. وقد أعرب جنود الجيش الصيني بالإجماع عن دعمهم القوي لتعليمات الرئيس بشأن التعديلات الكبرى في القوات المسلحة.

ومن بين الردود على توجيهات الرئيس تشي جاء رد القوات الجوية لجيش التحرير الشعبي الصيني بأنها سوف تعزز التدريبات القتالية وتكافح من أجل أن تصبح قوة ذات قدرات جوية وفضائية متكاملة ومجهزة لأداء كافة المهام الهجومية منها والدفاعية. 

والقوات الجوية الشعبية اليوم -وحسب رأي قادتها- تتمتع بقدرات جوية قوية، وأصبحت قوات إستراتيجية تتكون من السلاح الجوي، وقوات صواريخ أرض جو، وقوات الرادار، وقوات الإشارة، والقوات المحمولة جواً، وغيرها.

### السلاح الجوي
إذا كانت المهام الرئيسية لسلاح الجو هي الأعمال القتالية والحماية الجوية، فلابد من تجهيز هذا السلاح بالطائرات العسكرية الملائمة لأداء هذه الأدوار. ويعد السلاح الجوي أحد أهم مكونات القوات الجوية في العديد من دول العالم. وإن لم تكن الأعمال القتالية هي المهام الحصرية المنوط بها سلاح الجو، فهناك -وإلى جانب الأعمال القتالية والاشتباك- أعمال القصف، والحرب الإلكترونية، والأعمال الإستطلاعية، والإنذار المبكر، علاوة على أعمال النقل وغيرها من المهام.

وبناءً على تعدد الأدوار والمهام تتنوع المنصات الطائرة المخصصة لكل نوع من هذه المهام. فتتزود القوات القتالية بمقاتلات جوية قادرة على الضلوع بمهام اعتراضية، أو دفاعية وحماية أهداف أرضية، أو سيادة جوية أو مهام استخبارات ومراقبة واكتساب الهدف واستطلاع ISTAR 

و تتزود قوات القصف بمنصات طائرة لأداء عمليات هجومية. وعادة ما يتم توجيه الضربات الجوية من طائرات مقاتلة، أو قاذفات، أو طائرات الهجوم البري، وكذلك المروحيات الهجومية. ويمكن أن تتراوح الأسلحة المستخدمة في الغارة الجوية مابين مدافع الطائرات والقنابل والصواريخ، وتنقسم قوات القصف بسلاح الجو التابع للقوات الجوية لجيش التحرير الشعبي الصيني إلى قوات القصف بعيد المدى وقوات القصف الاستراتيجية. فتتجهز الأولى «قوات القصف بعيد المدى» بطائرات قاذفة ثقيلة، لتتناسب بمداها الكبير وقدرتها على الطيران المسستمر لوقت طويل مع مهامها الرئيسية في تدمير المراكز السياسة والأصول الاقتصادية الهامة للعدو، أما القصف الإستراتيجي فتقوم طائرات القوات الموكلة بتنفيذه، بقصف مراكز اتصالات العدو علوة على مطاراته، وموانئه وطرقه. 

وتقوم قوات الاستطلاع بمهام الاستطلاع طويل المدى، للوقوف على حالة العدو من حيث توزيع القوات، والتجهيزات، والمعدات، وجمع معلومات عن مدى تجهز العدو بوسائل الحرب الإلكترونية، وأجهزة الإتصال بمختلف أنواعها.
و تتزود قوات النقل بطائرات ثابتة الجناح وكبيرة الحجم مصممة لأغراض النقل، وكذلك بمروحيات مصممة لنفس الغرض، ومهامها هي نقل الجنود والمعدات والإمداد بالتموين الجوي من أغذية أو علاج وتقوم كذاك بأعمال الاتصالات والاستطلاع.

### قوات صواريخ أرض- جو
تشمل المهام الرئيسية لقوات الصواريخ أرض-جو، مهام الدفاع عن المراكز السياسية والاقتصادية الصينية، وكذلك حماية الأماكن العسكرية الهامة والحساسة، علاوة على غيرها من الأهداف عالية الأهمية، والمشاركة أيضاً في أعمال تحقيق التفوق الجوي على العدو.

و قد بدأً التطور في هذه القوات -وبشكل تدريجي- من سبعينات القرن الماضي، وتم تزويدها بصواريخ صينية الصنع. ومع حلول التسعينات دخلت أجيال جديدة من الصواريخ في خدمة هذه قوات صواريخ أرض-جو الصينية، مما زاد من أهمية هذه القوات وفاعليتها القتالية.

وتندرج هذه القوات تحت القوات الشعبية الصينية، وتصنف إلى كل من وحدات القوة، ووحدات الدعم الفني، ووحدات الإرشاد، والوحدات اللوجستية.

### قوات الرادار
تُعد قوات الرادار أحد المكونات الرئيسية في نظام الدفاع الوطني والمنظومة الإرشادية للقوات الجوية. وتتمثل المهام الرئيسية لهذه القوات في ثلاث أقسام:

الاستطلاع: حيث يتم رصد الهدف الجوي أو البحري أو الأرضي، وتحديد موقع الهدف وارتفاعه، وتتبعة، والتبليغ عن تلك البيانات وحالة العدو.

الإرشاد أو التوجيه: وبهذه المهمة تقوم قوات الرادار بإرشاد سلاح الجو، وتوجيهه إلى اعتراض الأهداف المعادية، سواء كانت هذه الأهداف جوية، أو بحرية، أو برية، كما تقوم قوات الرادار أيضاً بتوجيه سفينة/سفن من البحرية الصينية لاعتراض السفن المعادية، وإرشاد وتوجيه الصواريخ لقصف الأهداف. 

السيطرة المسلحة: ويتم فيها متابعة الأهداف المعادية، وإرسال المعلومات الللازمة لأجهزة وحواسيب (كمبيوترات) التوجيه.

### سلاح الإشارة بالقوات الجوية
يتحمل سلاح الإشارة بالقوات الجوية مسؤولية الاتصال والملاحة وأنظمة المعلومات، وهو سلاح يضطلع بدور هام في القوات الجوية. وتتمثل مهامه الرئيسية في الاتصال على الأرض، وبين الأرض والجو، وفي الجو بالقوات الجوية، وإنشاء الاتصالات والحفاظ عليها، وضمان الملاحة، وإنشاء أنظمة المعلومات وإدارتها، والدفاع الإلكتروني عن الاتصالات، والدفاع عن منشآت الإتصال وتنفيذ مهمات البريد العسكري وإدارة الاتصالات اللاسلكية في ميدان المعركة. ويتألف سلاح الإشارة من وحدات الاتصال الثابتة والمتنقلة ووحدات صيانة معدات الاتصال والوحدات المختصة بتوريد المعدات والتدريب والبحث العلمي. كمايزود بمعدات الاتصال والملاحة وأنظمة المعلومات.
في نهاية الحرب العالمية الأولى، أصبح السلاح الجوي الصيني قوات جوية، حيث شهد سلاح الإشارة بالقوات الجوية ولادة ونمواً، وبعد الحرب العالمية الثانية شهدت القوات الجوية تغيراً كبيراً من حيث حجمها ومهامها، كما أرتفعت مكانة سلاح الإشارة بالقوات الجوية باستمرار لتشكل جزءً مهماً في القدرة القتالية للقوات الجوية.
تم إنشاء سلاح الإشارة بالقوات الجوية الصينية على أساس سلاح الإشارة للقوات البرية. ولن تنجز أية مهمة بدون سلاح الإشارة سواء كانت دفاعاً جوياً أو مناورات عسكرية أو دوريات إنذار أو مواجهة طواريء أو إغاثة في حالات الكوارث.
تولى سلاح الإشارة بالقوات الجوية الصينية، بعد إنشائه مهمة ضمان الاتصال بالجيش المتطوع للشعب الصيني أثناء الحرب الكورية وتغلب على الصعوبات المتمثلة في نقص الكوادر البشرية، وتخلف المعدات، وقلة الخبرات في مهمة الاتصالات، ونجح في ضمان سير مهمات الاتصال بسلالسة وأنجز المهمة بشكل ممتاز.
في 28 يوليو عام 1976 ضرب زلزال شديد مدينة تانج شان، واستغرق سلاح الإشارة بالقوات الجوية الصينية ساعتين و8 دقائق لانشاء أول محطة اتصالات لاسلكية بعد وقوع الزلزال، مما سهل استئناف الاتصال مع الخارج وأُرسل 139 برقية لإرشاد طائرات الإغاثة.
أجرت الصين وروسيا مناورات عسكرية مشتركة داخل الأراضي الروسية في أغسطس عام 2007، حيث شارك سلاح الأشارة بالقوات الجوية الصينية على نطاق واسع في المناورات العسكرية خارج الصين لأول مره وأنجز المهمة بنجاح مما جسد ملامحه الممتازة.
شهد سلاح الإشارة بالقوات الجوية تغيرات كبيرة في مكانته ودوره منذ التسعينات من القرن العشرين، وتحول من قوة مساعدة في السابق إلى قوة قتالية ى معلوماتية عالية التكنولوجيا تمتلك عدة وسائل اتصال وقيادة وملاحة قادرة على تغطية انحاء البلاد.

### سلاح الإنزال الجوي (وحدات المظلات التابعة للقوات الجوية)
يتكون هذا السلاح من وحدات تنقل جواً، ويتم إنزالها بالمظلات أو بالطائرات سلاح الإنزال الجوي يتكون من وحدات منقولة جواً يتم إنزالها بواسطة المظلات أو عن طريق الطائرات.

### الأسطول الحالي

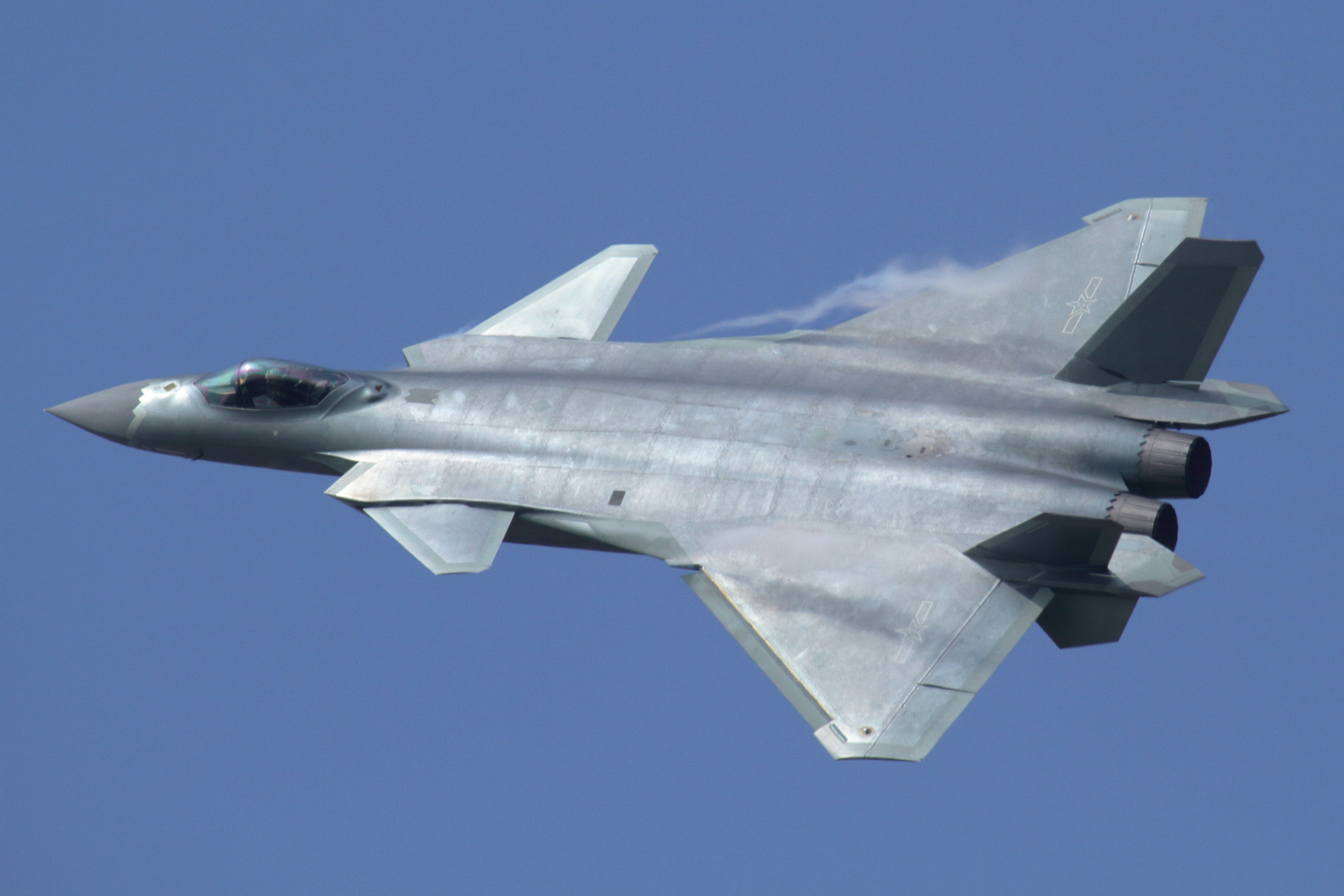
تشنغدو جيه-20
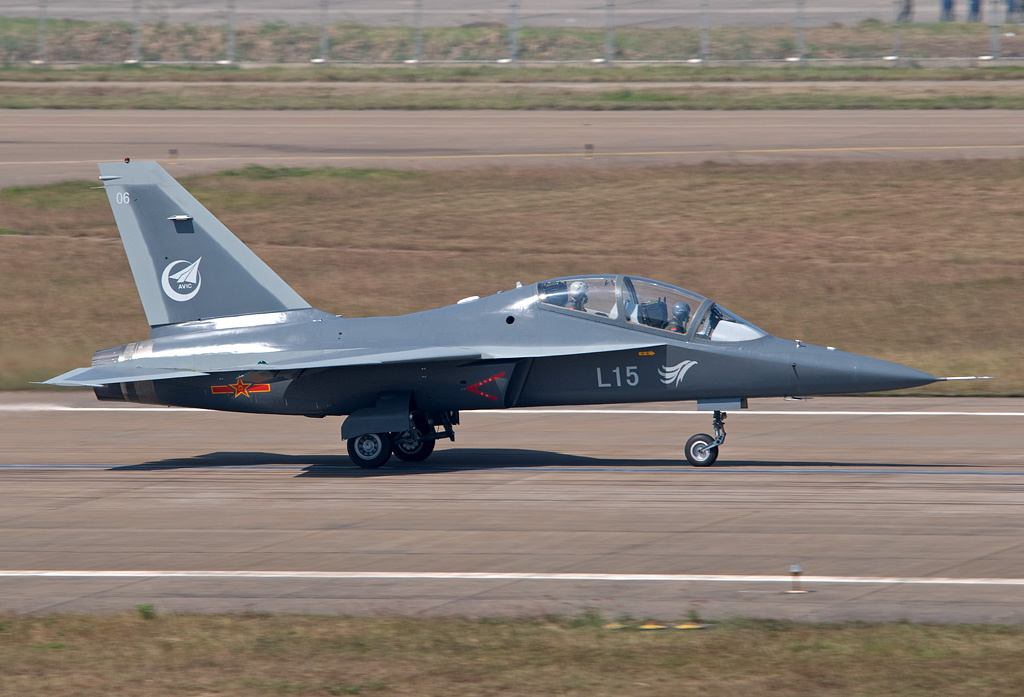
طائرة Hongdu L-15 خلال الإقلاع
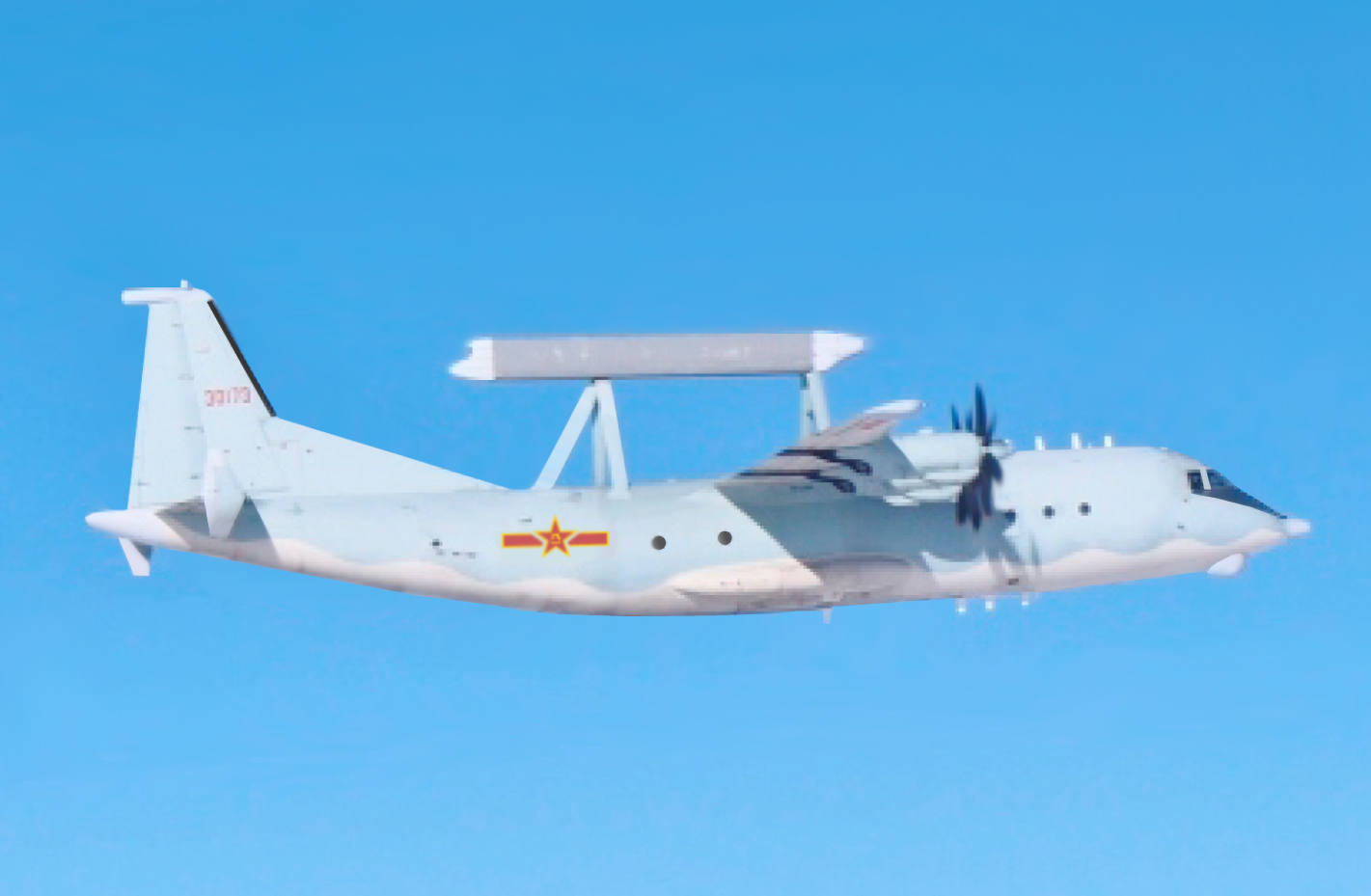
طائرة KJ-200 للإنذار المبكر والتحكم
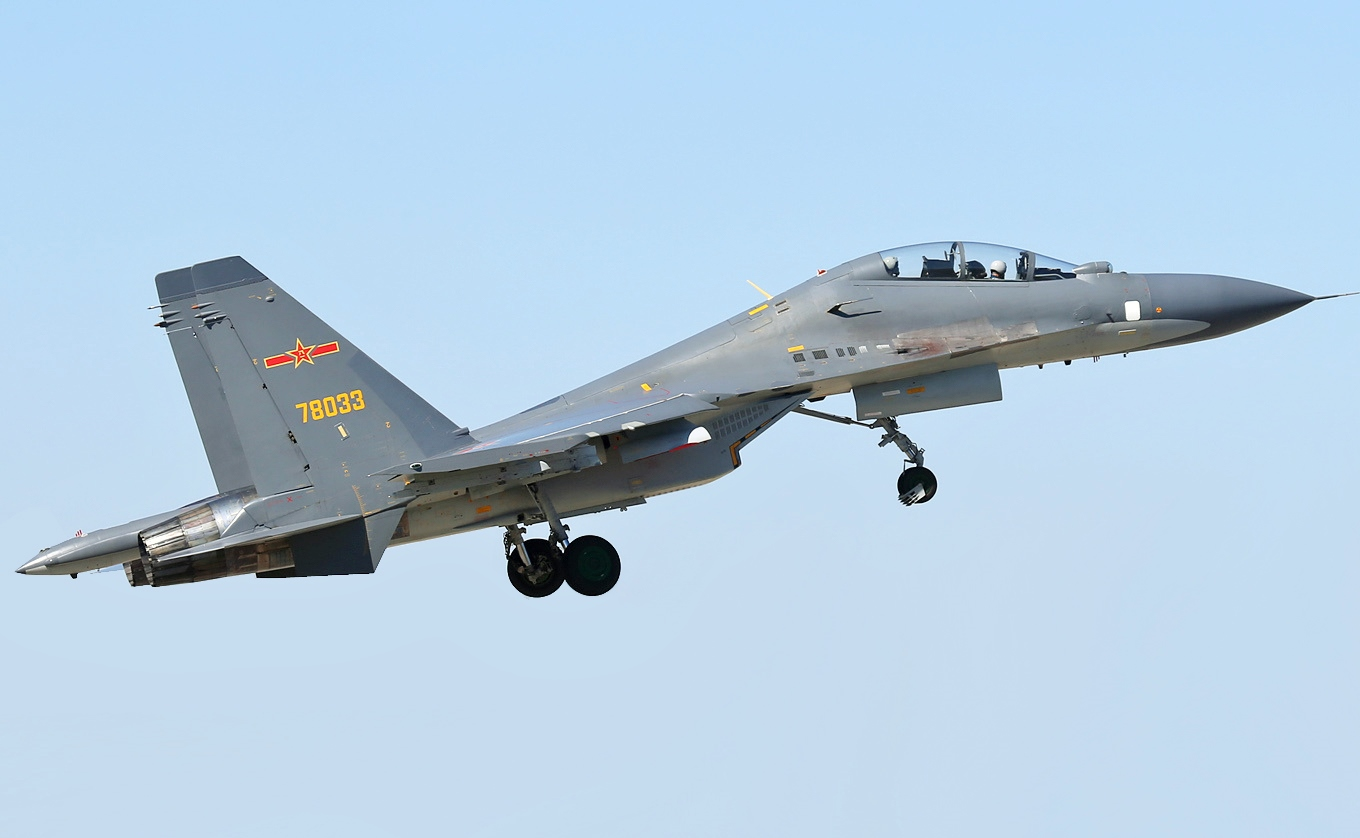
طائرة سوخوي- 30
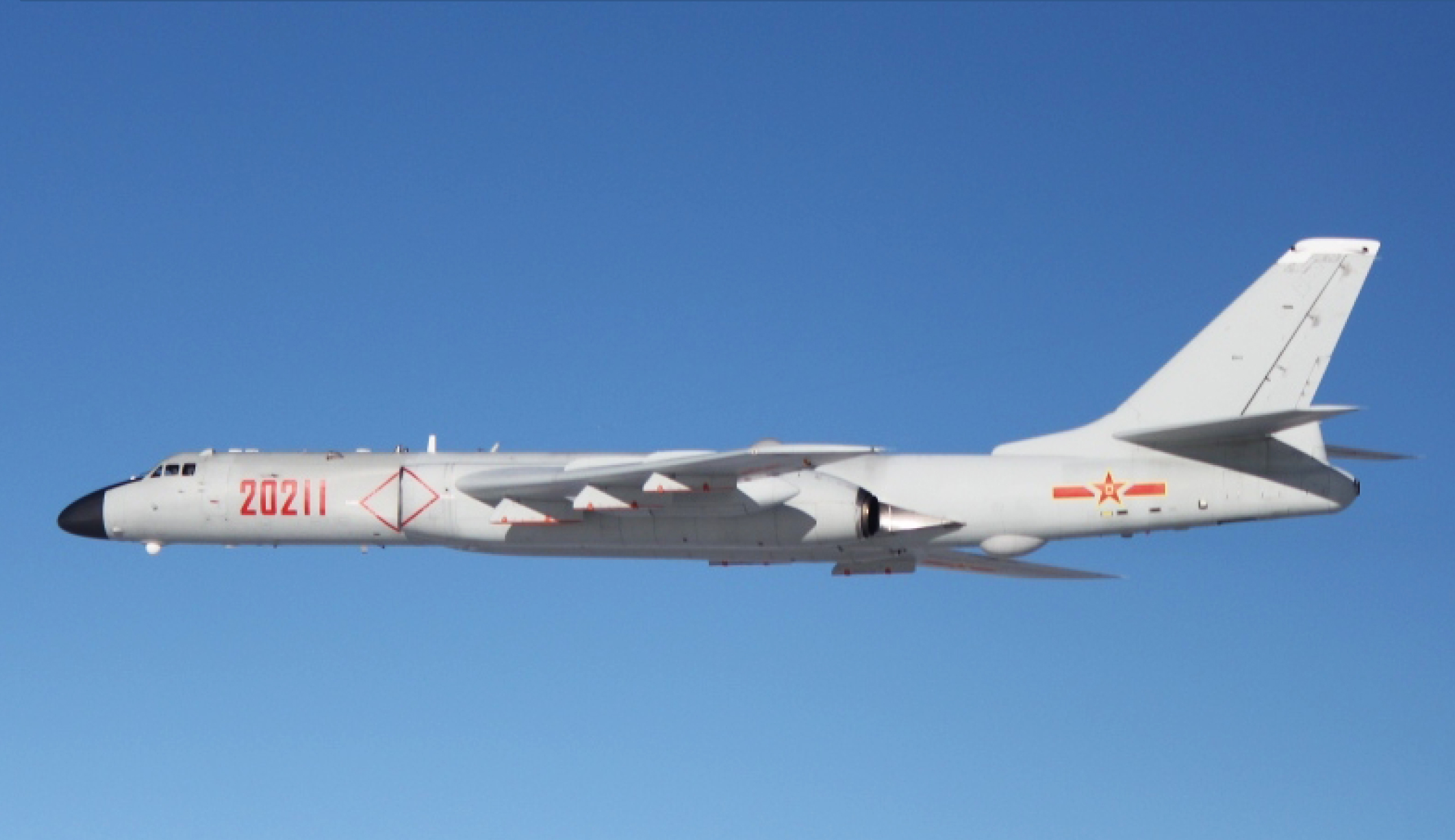
قاذفة استراتيجية من طراز Xian H-6K

| الطائرة                        | بلد المنشأ       | النوع                                   | الفئة / طراز  | في الخدمة | تعليق                                               |
| المقاتلات                      | المقاتلات        | المقاتلات                               | المقاتلات     | المقاتلات | المقاتلات                                           |
| ------------------------------ | ---------------- | --------------------------------------- | ------------- | --------- | --------------------------------------------------- |
| شيآن إتش-6                     | الصين            | قاذفة قنابل استراتيجية                  |               | 176       | فئة مرخصة مبنية لتوبوليف تو-16                      |
| Xian JH-7                      | الصين            | قاذفة مقاتلة                            |               | 120       |                                                     |
| تشنغدو جيه-7                   | الصين            | مقاتلة                                  |               | 489       | 200 طائرة JJ-7 للتدريب                              |
| سوخوي سو-27                    | روسيا            | مقاتلة سيادة جوية                       | Su-27UBK      | 32        |                                                     |
| سوخوي سو-30                    | روسيا            | مقاتلة متعددة المهام                    | Su-30MKK      | 73        |                                                     |
| سوخوي سو-35                    | روسيا            | مقاتلة سيادة جوية                       | سوخوي سو-35   | 24        |                                                     |
| شنيانغ جيه-8                   | الصين            | طائرة اعتراضية                          | J-8F/H        | 78        | 48 طارة JZ-8 تُستخدم للاستطلاع                       |
| تشنغدو جيه-10                  | الصين            | مقاتلة متعددة المهام                    | J-10A/B/C/S   | 565       |                                                     |
| شنيانغ جيه -11                 | الصين            | مقاتلة سيادة جوية                       | J-11/B/BS     | 225       |                                                     |
| شنيانغ جيه-16                  | الصين            | مقاتلة هجوم                             |               | 250       | 12 طائرة نوع D توفر تشويش على الرادارات             |
| تشنغدو جيه-20                  | الصين            | طائرة شبح متعددة المهام                 |               | 210+      |                                                     |
| نُظم الإنذار المبكر والتحكم     |                  |                                         |               |           |                                                     |
| إليوشن إي أل-76                | الصين            | الإنذار المبكر والتحكم                  | كيه جي-2000   | 4         | رادار صيني مثبت على هيكل طائرة من طراز إليوشن Il-76 |
| Shaanxi Y-8                    | الصين            | الإنذار المبكر والتحكم                  | KJ-200        | 4         |                                                     |
| Shaanxi Y-9                    | الصين            | الإنذار المبكر والتحكم                  | KJ-500        | 20        |                                                     |
| الاستطلاع                      |                  |                                         |               |           |                                                     |
| Challenger 850                 | كندا             | استخبارات الإشارات                      |               | 5         |                                                     |
| Shaanxi Y-8                    | الصين            | مراقبة                                  |               | 1         |                                                     |
| الحرب الالكترونية              |                  |                                         |               |           |                                                     |
| Shaanxi Y-8                    | الصين            | الحرب الإلكترونية                       | Y-8CB/DZ/G/XZ | 14        |                                                     |
| Shaanxi Y-9                    | الصين            | الحرب الإلكترونية                       | Y-9G/XZ       | 5         |                                                     |
| أنتونوف أن-30                  | أوكرانيا         | الحرب الإلكترونية                       |               | 3         |                                                     |
| توبوليف تو 154                 | روسيا            | استخبارات الإشارات / استخبارات الإشارات | Tu-154M/D     | 4         |                                                     |
| خفر السواحل                    |                  |                                         |               |           |                                                     |
| بوينغ 737                      | الولايات المتحدة | دورية                                   |               | 2         |                                                     |
| Shaanxi Y-8                    | الصين            | دورية                                   |               | 3         |                                                     |
| ناقلات الوقود                  |                  |                                         |               |           |                                                     |
| إليوشن إي أل-78                | روسيا            | ناقلة وقود                              |               | 3         |                                                     |
| شيآن إتش-6                     | الصين            | ناقلة وقود                              | H-6U          | 10        |                                                     |
| Xian YY-20A                    | الصين            | ناقلة وقود                              |               | 8         |                                                     |
| النقل الجوي                    |                  |                                         |               |           |                                                     |
| أنتونوف أن-2                   | الصين            | نقل                                     |               | 70        |                                                     |
| Xian Y-7                       | الصين            | نقل                                     | Y-7H          | 41        |                                                     |
| Shaanxi Y-8                    | الصين            | نقل                                     | Y-8C          | 30        |                                                     |
| Shaanxi Y-9                    | الصين            | نقل                                     |               | 30        |                                                     |
| شيآن واي-20                    | الصين            | نقل إستراتيجي / ناقلة وقود              |               | 58        |                                                     |
| شيآن إم إيه 60                 | الصين            | نقل                                     |               | 16        |                                                     |
| Harbin Y-12                    | الصين            | نقل                                     |               | 11        |                                                     |
| إليوشن إي أل-76                | روسيا            | نقل استراتيجي                           |               | 20        |                                                     |
| توبوليف تو 154                 | روسيا            | نقل                                     | Tu-154M       | 8         |                                                     |
| المروحيات                      |                  |                                         |               |           |                                                     |
| ميل مي-8                       | روسيا            | مُتعددة الإستخدامات / نقل                | Mi-17/171     | 6         |                                                     |
| هاربين زد-9                    | الصين            | مُتعددة الإستخدامات                      |               | 20        | فئة مرخصة مبنية لـ AS365 Dauphin                    |
| Changhe Z-8                    | الصين            | نقل                                     |               | 18        |                                                     |
| يوروكوبتر إيه أس 332 سوبر بوما | فرنسا            | نقل                                     |               | 6         |                                                     |
| Eurocopter EC225               | متعدد الجنسيات   | طائرة نقل رئاسية                        |               | 3         |                                                     |
| طائرات التدريب                 |                  |                                         |               |           |                                                     |
| Nanchang CJ-6                  | الصين            | طائرة تدريب عادية                       |               | 400       |                                                     |
| هونغدو جيه إل-8                | الصين / باكستان  | طائرة تدريب نفاثة                       |               | 350       |                                                     |
| Guizhou JL-9                   | الصين            | طائرة تدريب نفاثة                       |               | 30        |                                                     |
| Hongdu JL-10                   | الصين            | طائرة تدريب نفاثة                       |               | 50+       |                                                     |
| Xian HYJ-7                     | الصين            | طائرة تدريب ثنائية المحرك               |               | 15        |                                                     |

### أسلحة أخرى
تضم القوات الجوية الصينية وحدات أخرى لأغراض خاصة كالمواجهة الإلكترونية، وكذلك وحدات الدفاع الكيميائي، وغيرها من وحدات إضافية تنضم إلى الأسلحة الخمسة السبقة في تكوين القوات الجوية لجيش التحرير الشعبي الصيني.